# 弯毛臭黄荆
弯毛臭黄荆（学名：Premna maclurei）为马鞭草科豆腐柴属下的一个种。

## 扩展阅读
- 維基物種上的相關：弯毛臭黄荆